# Ileana Salvador
Ileana Salvador (Noale, 16 de enero de 1962) es una atleta italiana especialista en pruebas de marcha atlética.
Obtuvo tres medallas de bronce en tres convocatorias consecutivas de los Campeonatos Mundiales de Atletismo en Pista Cubierta, concretamente en Budapest 1989, Sevilla 1991 y en Toronto 1993.
En 1992 participó en los Juegos Olímpicos de Barcelona, en la distancia de 10 km, quedando descalificada.
En el Campeonato Mundial de Atletismo de 1993, celebrado en la ciudad alemana de Stuttgart obtuvo la medalla de plata.
| Mejores marcas personales | Mejores marcas personales | Mejores marcas personales  | Mejores marcas personales |
| Distancia                 | Tiempo                    | Lugar                      | Fecha                     |
| ------------------------- | ------------------------- | -------------------------- | ------------------------- |
| 3.000 m. PC               | 11:53.23                  | Génova, Italia             | 29 de febrero de 1992     |
| 5.000 m.                  | 24:19.25                  | Pescara, Italia            | 24 de junio de 2004       |
| 10.000 m.                 | 42:23.7                   | Bergen, Noruega            | 8 de mayo de 1993         |
| 10 km.                    | 42:07                     | Sesto San Giovanni, Italia | 1 de mayo de 1992         |
| 20 km.                    | 1h:31:53                  | Baia Domizia, Italia       | 25 de septiembre de 1993  |
| PC - Pista Cubierta       |                           |                            |                           |